# Билигхајм
Билигхајм (њем. Billigheim) општина је у њемачкој савезној држави Баден-Виртемберг. Једно је од 27 општинских средишта округа Некар-Оденвалд. Према процјени из 2010. у општини је живјело 5.901 становника. Посједује регионалну шифру (AGS) 8225009.

## Географски и демографски подаци
Билигхајм се налази у савезној држави Баден-Виртемберг у округу Некар-Оденвалд. Општина се налази на надморској висини од 226 метара. Површина општине износи 49,0 km².

## Становништво
У самом мјесту је, према процјени из 2010. године, живјело 5.901 становника. Просјечна густина становништва износи 121 становника/km².

## Међународна сарадња
| Мјесто           | Држава    | Врста сарадње | Од    |
| ---------------- | --------- | ------------- | ----- |
| Обуда-Бекашмеђер | Мађарска  | пријатељство  | 2000. |
| Неји Сен Фрон    | Француска | пријатељство  | 2000. |
| Извор            |           |               |       |